# 江音寺 (徳島県海陽町)
江音寺（こうおんじ）は、徳島県海部郡海陽町にある曹洞宗の寺院である。山号は龍昇山。本尊は阿弥陀如来。新四国曼荼羅霊場86番札所。

## 歴史
1523年（大永3年）に創建。かつては海陽町加島に江月庵と称していた。寛永年間（1624年-1644年）に現在の場所に移し、江音寺と改めた。古くから地蔵尊のお寺として信仰を集めている。

## 交通案内
- 四国旅客鉄道（JR四国）牟岐線 浅川駅より車で約3分。

## 前後の札所
新四国曼荼羅霊場
85番 満徳寺 ---- 86番 江音寺 ---- 87番 正光寺